# Захарово (Вахневське сільське поселення)
Заха́рово (рос. Захарово) — присілок у складі Нікольського району Вологодської області, Росія. Входить до складу Нікольського сільського поселення.

## Населення
Населення — 67 осіб (2010; 96 у 2002).
Національний склад (станом на 2002 рік):
- росіяни — 100 %